# Lobras

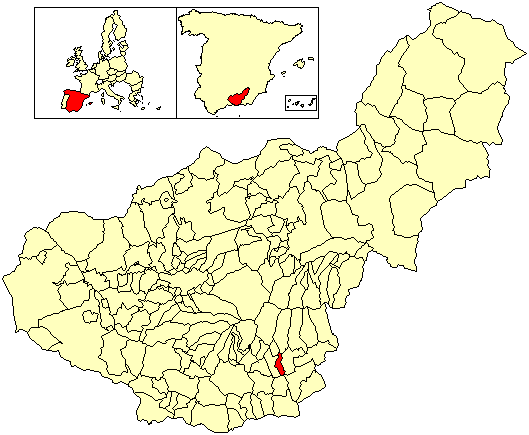
Localização de Lobras

Lobras é um município da Espanha na província de Granada, comunidade autónoma da Andaluzia, de área 16 km² com população de 128 habitantes (2007) e densidade populacional de 8,22 hab/km².

## Demografia
| Variação demográfica do município entre 1991 e 2004 | Variação demográfica do município entre 1991 e 2004 | Variação demográfica do município entre 1991 e 2004 | Variação demográfica do município entre 1991 e 2004 |
| --------------------------------------------------- | --------------------------------------------------- | --------------------------------------------------- | --------------------------------------------------- |
| 1991                                                | 1996                                                | 2001                                                | 2004                                                |
| 222                                                 | 190                                                 | 152                                                 | 132                                                 |